# Pinocho (película de 1992)
Pinocho, también conocida como La leyenda de Pinocho, es una película infantil animada basada en la novela infantil Pinocho de Carlo Collodi.  Se estrenó en videocasete el 11 de abril de 1992.
Pinocho fue producida por Golden Films y por American Film Investment Corporation, fue distribuida en DVD por GoodTimes Entertainment en el 2002 en Estados Unidos y por Planeta Junior en España. Five Stars Entertainment S.L. distribuyó la versión en VHS licenciada para España en 1993.

## Trama
La historia de Pinocho comienza cuando una desobediente burbuja mágica se escapa de la casa del Hada Azul y entra por la chimenea de la juguetería del bondadoso Gepetto. La búrbuja da vida a un pequeño tronco de leña y este se escapa del fuego. Ahora que nadie tiene ya dinero para comprar sus juguetes, Gepetto usa ese mismo tronco para fabricarse un juguete para sí mismo: una simpática marioneta que cobra vida una vez terminada. Gepetto le da el nombre de Pinocho y pronto descubre que la marioneta le dará muchas complicaciones. Acompañado por el pequeño insecto Grillo en su primer día de escuela, Pinocho es llevado por la tentación y decide visitar un espectáculo de marionetas en lugar de ir a estudiar. Sin querer, Pinocho interrumpe y desbarata el número del señor de las marionetas y este le regaña y le reprocha el no haber ido a la escuela. Por otra parte, una vez que el hombre escucha como su padre había vendido su abrigo para comprar el libro que Pinocho había usado para pagar la entrada, este se ve conmovido y decide obsequiar a Pinocho con cinco monedas de oro. Cinco monedas que hacen que ciertos desagradables personajes lo persigan y lo engañen con la intención de arrebatárselas, pero con Grillo como guía y la ayuda del Hada Azul, Pinocho logrará vencer a todo tipo de tentaciones y ser obsequiado con su deseo de convertirse en un niño de carne y hueso.

## Personajes
- Pinocho (voz de Jeannie Elias). Él es una pequeña marioneta de madera que Gepetto hizo utilizando una pieza de madera encantada. Pinocho se produce al instante a la vida e inmediatamente comienza a hacer travesuras, por suerte, él verá la dirección de su nuevo amigo, el cricket y el de la clase Hada Azul. Pinocho desea ser un niño de verdad y hacer todo lo que un niño debe hacer, pero pronto se da cuenta de que para que su deseo se haga realidad, se debe demostrar que tiene lo que se necesita para ser un niño pequeño decente.
- Gepetto (voz de Jim Cummings). Gepetto es un viejo fabricante de juguetes que se siente la desesperación después de la gente empezar a comprar y cada vez menos de sus juguetes, por esto, él decide hacer un juguete para él, una pequeña marioneta de madera. Cuando su marioneta viene a la vida, que le da el nombre de "Pinocho" y al instante, se convierte en lo más preciado del fabricante de juguetes en el mundo. Gepetto es el corazón cuando Pinocho desaparece sin dejar rastro, y no dudará en dar la vuelta al mundo entero si eso es lo que va a tomar para encontrar a su pequeño hijo.
- Grillo-parlante (voz de Cam Clarke). Un pequeño grillo, él es el primero en cumplir con Pinocho después de que él se convierte en vivo. Ambos pronto se convierten en amigos y Grillo se convierte en el consejero más fiel de Pinocho, sin dejar su lado. Aunque un poco cobarde, Grillo ni siquiera piensa en abandonar Pinocho cuando el peligro acecha por, por ejemplo, cuando se encuentra con el lobo y el gato.
- El Hada Azul (voz de Jeannie Elias). La clase, de voz suave y dulce, el Hada Azul se convierte en una figura maternal sobre Pinocho, guiando y cuidando de él en todo momento, incluso cuando no está físicamente a otros lugares. Ella toma Pinocho en su casa después de que se pierde en el bosque y no lo olvide en sus momentos de peligro. Cuando el Hada Azul cree que Pinocho ha sido tragado por una ballena, su corazón se rompe y sus pone en peligro la vida, pero la buena Pinocho sabrán cómo devolver toda su ayuda y amabilidad.
- El Zorro y el Gato (tanto con la voz de Cam Clarke). Dos individuos codiciosos, malvados son los principales antagonistas perfectos para pobre Pinocho. Cuando se enteran de sus cinco monedas de oro, que le siguen a todas partes hasta que puedan tener en sus manos los cinco de ellos incluyendo un plan para hacer crecer un árbol de dinero en el "campo de los deseos". A pesar de la inocencia y la ignorancia de Pinocho acerca de la maldad del mundo hará que su esquema mucho más fácil.
- Whiskers (voz de Frank Welker). Gato de Gepetto
- El maestro de marionetas (voz de Jim Cummings). Un anciano amable que da Pinocho cinco monedas de oro.
- Mecha (voz de Cam Clarke). Un niño tonto que lleva a Pinocho en Dunceland.
- El director de pista (voz de Frank Welker). Un hombre malvado que compra Pinocho después de que él se convierte en un burro.
- El Cochero (voz de Jim Cummings). Un hombre que da a todos los niños "estúpidas" un paseo a Dunceland.
- La golondrina (voz de Jeannie Elias). Una golondrina tipo que ayuda a Pinocho en su viaje y le informa de la suerte del Hada Azul.
- La ballena (voz de Frank Welker). Una ballena que se traga Pinocho, Gepetto y los cangrejos y las arrojó a la buena voluntad Thriftstore comprar un Pinocho VHS. Después de jugar a las cartas, cuando el grillo tomó Ken Snooty y Señor Snooty en un barco y quedó ahogada por la ballena.
- el tendero (voz de Jim Cummings). Un hombre que engaña a Pinocho en el supermercado.
- pinocho 1992 rara versión (voz de Jeannie Elias). Primo fallecido de Pinocho que perdió a sus pies en el fuego y es atacado por las marionetas en el teatro de marionetas, uno que ha visto en la línea con su padre que se fue.
- El tío Ray. El hermano de Gepetto, que hace un cameo durante el espectáculo de marionetas en "el primo Whiny de Pinocho".
- El granjero (voz de Frank Welker). Él da su Pinocho centavo en la granja.
- Policía (voz de Jim Cummings). Se hace un cameo en "Primo Whiny de Pinocho", "Pinocho va a la Dunceland" y "Pinocho va al Thriftstore".

## Música
- Tema: "todo para mí y todo gratis", escrita y compuesta por Richard Hurwitz y John Arrias.

### Piezas clásicas
(incompleto)
- "Carnaval de los Animales: Acuario" (Camille Saint-Saëns) / 1886
- "Claro de luna" (Claude Debussy) / 1905
- "Canción de Primavera" (Felix Mendelssohn) / 1844
- "Carnaval de los Animales: Los fósiles" (Camille Saint-Saëns) / 1886
- "Gavotte" (François-Joseph Gossec)
- "Die Fledermaus - Overture" (Johann Strauss) / 1874
- "La Bella Durmiente: vals Garland" (Piotr Ilich Chaikovski) / 1889
- "Minueto del quinteto de cuerda: Op. 11, N.º 5" (Luigi Boccherini) / 1771
- "Minueto en sol mayor" (Johann Sebastian Bach) / 1725
- "Marcha Militar: Op. 51, N.º 1 (Franz Schubert) / 1818
- "Escenas de la niñez: Op. 15, N.º 7 - Dreaming" (Robert Schumann) / 1838
- "El Barbero de Sevilla - Overture" (Gioacchino Rossini) / 1816
- "Lago de los cisnes: Danza de los cisnes salvajes" (Piotr Ilich Chaikovski) / 1876
- "Ave María" (Johann Sebastian Bach y Charles Gounod) / 1853
- "Melodía en fa mayor" (Anton Rubinstein) / 1858
- "Concierto para piano en La menor, Op. 16" (Edvard Grieg) / 1868
- "El holandés errante - Overture" (Richard Wagner) / 1843
- "Cabalgata de las Valkirias" (Richard Wagner) / 1856
- "El Cascanueces: Vals de las Flores" (Piotr Ilich Chaikovski) / 1892
- "Sylvia - Pizzicato" (Léo Delibes) / 1876
- "Symphony N.º 40 - Molto allegro" (Wolfgang Amadeus Mozart) / 1788
- "Entrada de los Gladiadores" (Julius Fučík) / 1897
- "Carnaval de los Animales: The Swan" (Camille Saint-Saëns) / 1886